# 黄眉林雀
黄眉林雀（学名：Sylviparus modestus）为山雀科林雀属的鸟类。分布于尼泊尔、锡金、不丹、印度、孟加拉、缅甸、越南以及中国大陆的福建、四川、云南、贵州、西藏等地，一般生活于海拔500-3000米左右的山地，但可见于冬季的平原地区。该物种的模式产地在尼泊尔。

## 亚种
- 黄眉林雀指名亚种（学名：Sylviparus modestus modestus）。分布于尼泊尔、锡金、不丹、印度、缅甸、孟加拉、越南以及中国大陆的福建、四川、云南、贵州、西藏等地。该物种的模式产地在尼泊尔。[2]